# Rothenberg (gemeindefreies Gebiet)
Rothenberg war bis 2013 ein gemeindefreies Gebiet im Landkreis Main-Spessart.
Zum 1. Januar 2014 wurde das 5,18 km² (genau 5.176.114 m²) große Areal um den Südhang des Rothenbergs, der den größten Gebietsteil ausmachte, in die Gemeinde Rechtenbach eingegliedert. Dadurch vergrößerte sich die Fläche der Gemeinde auf das mehr als Dreifache. Außerdem wurden die beiden getrennten Gebietsteile der bisherigen Gemeinde durch das eingegliederte Gebiet verbunden. Rothenberg ist jetzt eine Gemarkung innerhalb der Gemeinde Rechtenbach.
Das Gebiet besteht aus neun namentlich benannten historischen Forstabteilungen, die weitgehend aktuellen Flurstücken entsprechen, im Uhrzeigersinn beginnend im Nordwesten:
| Abt. | Historische Forstabteilung | Fläche m² | Flur- nummern     | Bemerkungen                                                                                     |
| ---- | -------------------------- | --------- | ----------------- | ----------------------------------------------------------------------------------------------- |
| 1    | Weickertswiesenschlag      | 415.680   | 1,2,3             | Ostgrenze Sinngrundgraben                                                                       |
| 2    | Wildpretscheuschlag        | 806.115   | 4 (Teil),5 (Teil) | Westgrenze Sinngrundgraben                                                                      |
| 3    | Schiefernschlag            | 467.180   | 7,6,5 (Teil)      | mit dem Gipfel des Rothenbergs                                                                  |
| 4    | Tannenacker                | 439.810   | 8                 | Tännig auf der aktuellen Flurkarte                                                              |
| 5    | Fürstenweg                 | 492.380   | 10,9,11           | mit dem Fürstenweg                                                                              |
| 6    | Steinerneshaus             | 660.728   | 13                | mit dem ehemaligen Sandsteinbruch „Steinernes Haus“                                             |
| 7    | Herrnbrunnsrain            | 676.262   | 14,12             | Westgrenze Küchengraben                                                                         |
| 8    | Herrnbrunn                 | 863.629   | 15,16             | mit dem Naturdenkmal Kobertsquelle                                                              |
| 9    | Küchengraben               | 354.330   | 4 (Teil), 17,19   | nach dem Küchengraben, der die Ostgrenze zu Herrnbrunn bildet und der in den Rechtenbach fließt |
| 1-9  | Rothenberg                 | 5.176.114 | 1-17, 19          |                                                                                                 |

Zum Stichtag 31. Dezember 2012 verteilte sich die Flächennutzung nach amtlichen Angaben auf folgende Kategorien:
| Flächennutzung 31. Dez. 2012 | Hektar | Prozent |
| ---------------------------- | ------ | ------- |
| Wald1)                       | 514,39 | 99,38   |
| Landwirtschaft (ohne Moor)   | 1,51   | 0,29    |
| Straßen, Wege, Plätze        | 1,69   | 0,33    |
| Gewässer                     | 0,03   | 0,01    |
| insgesamt                    | 517,62 | 100,0   |

1) Die amtliche Waldfläche enthält eine 50 bis 60 Meter breite, von Baumwuchs weitgehend frei gehaltene Trasse entlang der Hochspannungsleitung, die das über rund 2,8 Kilometer von Nordwesten nach Südosten durchzieht, mit einem Flächeninhalt von rund 15 Hektar.